# Shinobi II: The Silent Fury
Shinobi II: The Silent Fury, in Japan als The G.G. Shinobi II bekannt, ist ein Actionspiel für die Sega Game Gear. Es erschien im Dezember 1992 in den Vereinigten Staaten. In Europa kam das Spiel Februar 1993 heraus. Es ist Teil der Shinobi-Reihe und die Fortsetzung von Shinobi aus dem Jahr 1991.

## Handlung
Die bösen Techno-Warriors haben den Black Ninja, den Meister der Ninja-Techniken, angeworben, um ihnen bei der Übernahme von Neo City zu helfen. Dieses böse Syndikat hat die vier Elementarkristalle und ihren Wächter-Ninja gefangen genommen. Joe Musashi muss seine vier Ninja-Kameraden retten und ihre entsprechenden Elementarkristalle bergen, bevor es in seinem Schloss zum finalen Showdown gegen den bösen Schwarzen Ninja kommt.

## Spielprinzip
Der Spieler steuert im Spiel Joe Musashi, dessen Mission es ist, fünf Elementarkristalle wiederzubeschaffen, die vom Feind gestohlen und an verschiedenen Orten verteilt wurden. Ähnlich wie im Vorgänger können die ersten vier Leveln in beliebiger Reihenfolge gespielt werden und nachdem der Boss jeder Stufe besiegt wurde, wird Musashi von einem seiner Verbündeten unterstützt, sodass der Spieler sie ebenfalls kontrollieren kann. Einige der Fähigkeiten der Ninjas unterscheiden sich von denen im vorherigen Spiel. Je nach Stufe muss der Spieler die Fähigkeit eines bestimmten Ninja einsetzen, um den Ort des Kristalls zu erreichen. Dadurch müssen manche Stages mehr als einmal gespielt werden, wenn der Spieler noch nicht über den nötigen Charakter verfügt. Wenn die ersten vier Kristalle alle gesammelt sind, erhält der Spieler Zugang zur Hauptbasis des Feindes, wo der fünfte Kristall vom letzten Boss gehalten wird.
Jeder Ninja hat bestimmte Fähigkeiten, die eine einzigartige Waffe, Spezialfähigkeit und Ninja-Magie umfassen. Jede dieser Fähigkeiten kann verwendet werden, um Feinde zu zerstören, geheime Bereiche zu betreten und versteckte Gesundheits-Power-Ups zu erhalten.

## Rezeption
Das Spiel wurde von den Spielkritikern sehr gut aufgenommen. Power Unlimited gab dem Spiel eine Punktzahl von 82 % und schrieb: „Shinobi II: The Silent Fury ist ideal für das Game Gear geeignet. Das Bild ist klar, das Spiel ist herausfordernd und man kann später durch ein Passwort weiterspielen“. Kritisiert wurde, dass der Charakter im Spiel nur springen und schlangen kann. 2011 stufte Complex.com es als das 18. größte Handheld-Spiel aller Zeiten ein. Retro Gamer listete das Spiel auf ihrer Liste der zehn besten Game Gear-Spiele für sein "wesentlich strafferes Leveldesign, schneller fließende Action und stark verbesserte Spielmechanik".